# Morse (Q3)
Morse (Q3) byla ponorka francouzského námořnictva. Ve službě byla v letech 1900–1909.

## Stavba
Ponorku Morse navrhl francouzský inženýr Gaston Romazzotti, který v jejich konstrukci využil osvědčené prvky předcházejících ponorek Gymnote a Gustave Zédé. Postavila ji francouzská loděnice Arsenal de Cherbourg v Cherbourgu. Stavba byla zahájena roku 1897. Na vodu byla spuštěna 4. července 1899 a do služby byla přijata roku 1900.

## Konstrukce

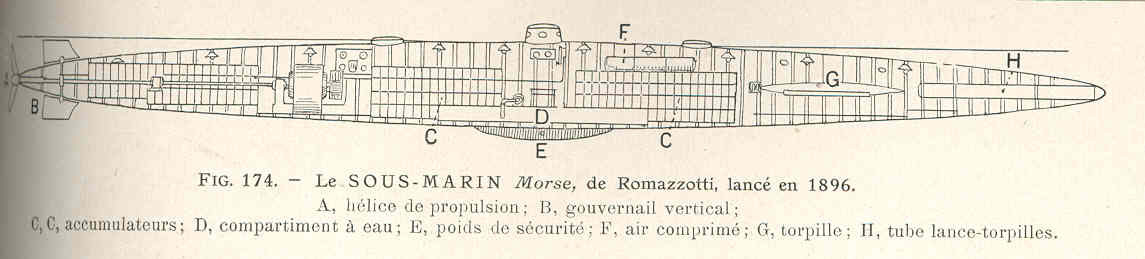
Technická výkresy ponorky Morse

Ponorka měla bronzový trup s jednoplášťovou konstrukcí. Vyzbrojena byla jedním 450mm torpédometem se zásobou tří torpéd. Pohoný systém tvořil elektromotor o výkonu 284 hp, pohánějící jeden lodní šroub. Energii čerpal pouze z baterií, které během plavby nebylo možné nabíjet. Nejvyšší rychlost dosahovala 7,3 uzlu na hladině a 5,5 uzlu pod hladinou. Dosah byl devadesát námořních mil při rychlosti 4,3 uzlu. Operační hloubka ponoru dosahovala třicet metrů.